# Lady Mary Dering
Lady Mary Dering, nascida Mary Harvey (Croydon, 3 de setembro de 1629 – Pluckley, 7 de fevereiro de 1704), foi uma compositora inglesa, cujas obras foram as primeiras femininas a serem publicadas em Inglaterra

## Biografia
Nasceu em Croydon, a 3 de Setembro de 1629, era filha de Daniel Harvey e Elizabeth Kynnersley. Daniel Harvey era um rico comerciante de Londres e membro da Levant Company,  era irmão do anatomista William Harvey.
Aos 16 anos casou-se em segredo com o seu primo William Hawkes mas o pai anulou o casamento para que ela fizesse um casamento mais vantajoso, o que ocorreu em 5 de Abril de 1648, data do seu casamento com o Sir Edward Dering. Eles tiveram dezassete filhos, sete dos quais morreram muito novos. Ela viveu mais 20 anos que o marido e sobreviveu ao seu filho mais velho  Sir Edward Dering, terceiro baronete. Morreu em Fevereiro de 1704.
Lady Dering foi enterrada em Pluckley, em Kent, e tem uma inscrição em sua memória na igreja de Saint Nicholas.

## Percurso
Na escola em 1640, na "Universidade Feminina das Artes Femininas" de Hackney, ela iniciou a amizade com Katherine Philips (a Matchless Orinda). Mary estudou com Henry Lawes, que lhe dedicou seu livro. Na dedicatória, ele elogia suas composições e diz que poucos de todos os sexos alcançaram sua perfeição.
Três das suas músicas foram publicadas no Second Book of Select Ayres and Dialogues de Lawes, impressas por Playford, sendo estas as primeiras obras musicais, criadas uma mulher a serem publicadas na Inglaterra.
As aulas com Lawes prosseguiram após o seu casamento com Dering.